# Gevärsrökgranat 1
Gevärsrökgranat 1 är en rökgranat avsedd för rökskjutning med Ak 4. Vid skjutning av gevärsrökgranaten används 7,62 mm drivpatron 10. Varje gevärsrökgranat har bäranordning för stridssele eller stridsbälte.

## Funktion
Då Ak 4 är klar för rökskjutning ligger en drivpatron i patronläget och gevärsrökgranaten är fastsatt på vapnet. Vid avfyring bildas ett gastryck i pipan av drivpatronen. Eftersom granatens stjärtstycke tätar mot vapnets flamdämpare medför trycket att granaten skjuts iväg. Utgångshastigheten är cirka 65 m/s.

## Gevärsrökgranatens huvuddelar
- Rökkropp
- Tändare
- Stjärtstycke med fenor
- Ytterrör

Övrigt:
- Drivpatron
- Bäranordning